# 亞歷杭德羅·岡薩雷斯 (網球運動員)
亞歷杭德羅·岡薩雷斯（Alejandro González，1989年2月7日—）是一位哥倫比亞職業網球運動員，他于2006年成为职业球手。他曾参加2011年泛美运动会，结果在单打八强阶段被厄瓜多尔选手Julio César Campozano淘汰，混双项目同样在八强阶段被淘汰。

## 外部連結
- 亞歷杭德羅·岡薩雷斯（英文/西班牙文）的官方資料
- 亞歷杭德羅·岡薩雷斯的國際網球總會 職業／青少年 官方資料（英文）
- 亞歷杭德羅·岡薩雷斯的官方資料（英文）